# Giorgio Tommaso Cimino
Giorgio Tommaso Cimino (Napoli, 1823 – Lugano, 1905) è stato un avvocato, librettista e politico italiano patriota e senatore del regno di Sardegna.
Con la moglie Aurelia Folliero de Luna partecipò ai moti del 1848 a Milano. A causa delle sue idee mazziniane fu esiliato e visse prima in Inghilterra e successivamente a Lugano.
Partecipò inoltre alla fondazione del CAI con Quintino Sella. Ebbe 4 figli dalla prima moglie Aurelia.